# Frank Santofimio
Frank Santofimio (Maracay, 27 de abril de 1979) es un artista, productor y compositor venezolano.
Es reconocido por sus trabajos en la industria de latin pop y reguetón para artistas de la talla de Camilo, Chyno y Nacho, Sebastián Yatra, entre otros.

## Historia

### Inicios
En el 2001, Santofimio tomó la decisión de dejar su tierra natal para mudarse a Estados Unidos, país en el que empezaría a enfocarse profesionalmente en su gran pasión; la música. Durante este periodo es que forma parte del grupo “Durango”. Asimismo, tiene la oportunidad de trabajar junto a Daniel René (ex MDO) y Javier Peña como corista. Después, tiene la oportunidad de desarrollar su propio proyecto musical; Aashat junto a Yasmil Marrufo, a quien conoce tras trabajar juntos en la composición de una obra musical para la telenovela “Una tal Guadalupe”. Con este último proyecto, consiguieron crear éxitos como “Un poquito de amor” y “Puede Ser”.

### Producción
Luego de trabajar como compositor y músico, Frank empieza también a producir; área que lo lleva a despegar su carrera después de ser nominado por primera vez al Grammy Latino por ser el productor detrás del tema “Si yo fuera tú”, de Servando y Florentino.
El productor y compositor ha destacado en sus producciones, los elementos fundamentales de géneros latinos y urbanos como la cumbia y el reguetón, los que actualmente se consideran tendencia a nivel global. 
Santofimio busca generar sonidos frescos, fáciles de digerir y de índole popular. Su sonido tropical ha captado la atención de diversos actores de la industria musical.

### Trabajos y colaboraciones más recientes
En la actualidad, es uno de los productores más relevantes de la escena urbana latina, en la cual ha generado diversos éxitos como la 15 veces platino, “Andas en mi cabeza”, de Chino y Nacho ft. Daddy Yankee con la que lograron ganar e disco de diamante, “Materialista” de Silvestre Dangond; tema con el que logró llegar al primer puesto del Billboard. Igualmente, entre su lista de trabajos exitosos se encuentran “No Me Acuerdo” de Thalía ft. Natti Natasha, “Díganle” de Leslie Grace ft. Becky G y CNCO, “Jacuzzi” de Greeicy ft. Anitta, “Domingo” de Reykon ft. Cosculluela, “Recalienta” de Emilia, “No te vayas” de Camilo, “Aquí estaré” de Sebastián Yatra, “No le hablen de amor” de CD9, y la lista sigue. Además, ha compuesto temas para Camila, Diego Torres, Ednita Nazario, Chocquibtown, Zion y Lennox, Sharlene, Ricky Martin, Prince Royce, Pasabordo, Ventino, Rombai, Chyno, entre muchos más.
En su trabajo más reciente, Santofimio produjo la colaboración entre Nacho, Carlos Vives y Mike Bahía para el tema “La Mitad”. En paralelo a esto, produjo también la canción de Fonseca y Diego Torres titulada “Este Corazón”. 